# Heterocharax virgulatus
Heterocharax virgulatus Toledo-Piza, 2000 è un pesce d'acqua dolce appartenente alla famiglia Acestrorhynchidae.

## Distribuzione e habitat
H. virgulatus è diffuso nei bacini di Orinoco e Rio delle Amazzoni, in Sudamerica.

## Descrizione
Presenta un corpo allungtato, molto compresso ai fianchi, dal profilo dorsale e ventrale convesso. La pinna dorsale è alta e triangolare, l'anale allungata, con vertice alto. La pinna caudale è bilobata, dai bordi arrotondati. La livrea prevede un colore di fondo grigio-beige semitrasparente, con sacco addominale argenteo. Due linee azzurro elettrico partono dalla bocca: quella superiore segue la colonna vertebrale terminando alla radice della coda mentre quella inferiore segue il sacco addominale e quindi la radice della pinna anale. Le pinne sono trasparenti, con una delicata colorazione giallastra e grigia.

Raggiunge una lunghezza massima di 4 cm.

## Acquariofilia
Questa specie di recente scoperta non ha ancora un grosso mercato, ma è allevata e commercializzata soltanto da appassionati